# Australidelfs
Els australidelfs (Australidelphia) són el superordre que comprèn aproximadament tres quartes parts dels marsupials, incloent-hi tots els que viuen a Australàsia i una espècie d'Amèrica del Sud.
- Ordre Microbiotheria (una espècie)
  - Família Microbiotheriidae: Dromiciops gliroides
- Ordre Dasyuromorphia (71 espècies)
  - Família † Thylacinidae: llop marsupial i altres tilacínids
  - Família Dasyuridae: ratolins marsupials, gats marsupials, diables de Tasmània i afins
  - Família Myrmecobiidae: numbats
- Ordre Peramelemorphia (21 espècies)
  - Família Thylacomyidae: bilbis
  - Família †Chaeropodidae: bàndicut de peus de porc
  - Família Peramelidae: bàndicuts i afins
- Ordre Notoryctemorphia (2 espècies)
  - Família Notoryctidae: talps marsupials
- Ordre Diprotodontia (117 espècies)
  - Família Phascolarctidae: coales
  - Família Vombatidae: uombats
  - Família Phalangeridae: pòssums i cuscussos
  - Família Burramyidae
  - Família Tarsipedidae: pòssums de la mel
  - Família Petauridae: pòssums ratllats, pòssums de Leadbeater, petaures del ventre groc, petaures del sucre, petaures gràcils, petaures esquirol
  - Família Pseudocheiridae: pòssums de cua anellada i afins
  - Família Potoroidae: cangurs rata
  - Família Acrobatidae: pòssums pigmeus acròbates i pòssums pigmeus de cua de ploma
  - Família Hypsiprymnodontidae: cangur rata mesquer
  - Família Macropodidae: cangurs, ualabis i afins